# Преображенский (Красноярский край)
Преображенский — посёлок в Назаровском районе Красноярского края России. Административный центр Преображенского сельсовета.

## География
Посёлок расположен в 14 км к югу от райцентра Назарово.

## История
В 1968 г. указом президиума ВС РСФСР поселок отделения № 1 Владимирского совхоза переименован в Преображенский.

## Население
| 2010 |
| ---- |
| 1708 |

Гендерный состав
По данным Всероссийской переписи населения 2010 года 806 мужчин и 902 женщины из 1708 чел.